# Cyphophoenix
Genre
Classification phylogénétique
Espèces de rang inférieur
- Cyphophoenix alba
- Cyphophoenix elegans
- Cyphophoenix fulcita
- Cyphophoenix nucele

Synonymes
- Campecarpus  H.Wendl. ex Becc.
- Veillonia  H.E.Moore

Cyphophoenix est un genre de la famille des Arecaceae (Palmiers), comprenant des espèces natives de Nouvelle-Calédonie.
Ce genre possède les synonymes suivants :
- Campecarpus H.Wendl
- Veillonia H.E.Moore

## Classification
- Sous-famille des Arecoideae
  - Tribu des Areceae
    - Sous-tribu des Basseliniinae

## Espèces
- Cyphophoenix alba (H.E.Moore) Pintaud & W.J.Baker, Kew Bull. 63: 67 (2008).
- Cyphophoenix elegans (Brongn. & Gris) H.Wendl. ex Salomon, Palmen: 86 (1887).
- Cyphophoenix fulcita (Brongn.) Hook.f. ex Salomon, Palmen: 86 (1887).
- Cyphophoenix nucele H.E.Moore, Gentes Herb. 11: 165 (1976).